# José Luis Ovejas
José Luis Ovejas Mamblona (Madrid) es un músico y arquitecto español especializado en dirección musical de coro, composición orquestal y composición arquitectónica.

## Trayectoria
Ovejas Mamblona estudió arquitectura en la Escuela Técnica Superior de Arquitectura de Madrid y trabaja como arquitecto colegiado en el COAM, También estudió en el Real Conservatorio Superior de Música de Madrid y es profesor de solfeo, transposición (música), acompañamiento musical, teoría musical, así como profesor superior de canto y de pedagogía musical, materia en la que se especializó con los estudios realizados con Jos Wuytack, músico de la escuela de Carl Orff, Sofía López Ibor, Doug Goodkin, Eva Gancedo, James Harding, Verena Maschat, entre otros. Como director de coro se formó con los directores Alberto Blancafort, Jordi Casas, Rainer Steubing, Alberto Grau, Vytautas Mishkinis, José Antonio Sáiz, Manuel Cabero, Luis Virgili, Carl Hogset, Albert Alcaraz y Electo Silva.
Ovejas Mamblona ha ejercido como profesor de pedagogía musical en la Universidad de Castilla-La Mancha y en la Universidad Autónoma de Madrid. Participa en cursos especializados como profesor y dando conferencias. Ha dirigido, entre otros el coro de cámara de la Universidad Autónoma de Madrid, perteneciente al centro superior de música, y el coro de arquitectos de Madrid, del Colegio Oficial de Arquitectos de Madrid.
Ovejas Mamblona ha publicado numerosos álbumes y dirige diferentes formaciones corales con actuaciones de conciertos. Entre las actividades de Ovejas dirigiendo al coro de arquitectos de Madrid, el concierto ofrecido para conmemorar el aniversario 75 de la ONU y de la Unesco, que por la pandemia del COVID-19 se celebró en junio del 2022 en vez de en el año 2021, dentro de la edición VII del FIMIN, Festival internacional de música iberoamericana de Madrid. El concierto formó parte de los actos programados en colaboración con el Paseo del Prado y el Buen Retiro, paisaje de las artes y las ciencias, y tuvo lugar en la sede del Colegio Oficial de Arquitectos de Madrid (COAM).